# Bernhard Rawitz

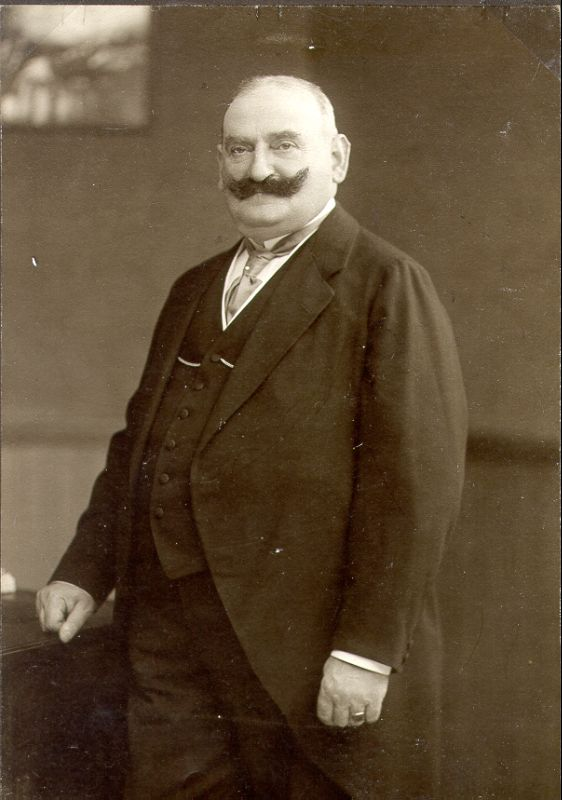
Bernhard Rawitz

Bernhard Rawitz (ur. 23 sierpnia 1857 w Ostrowie, zm. 28 grudnia 1932 w Berlinie) – niemiecki lekarz wojskowy i anatom.
Był synem starszego lekarza sztabowego (Oberstabsarzt) Josepha Rawitza. Uczęszczał do gimnazjum w Głogowie do 1875 roku. Następnie studiował medycynę na Akademii Cesarza Wilhelma w Berlinie, tytuł doktora medycyny otrzymał w 1879 roku po przedstawieniu dysertacji Die Ranvier'schen Einschnüringen und Lautermann'schen Einkerbungen. Następnie praktykował (od 1880 do 1883) jako lekarz wojskowy w Metz. Później pracował naukowo w stacjach zoologicznych w Neapolu (1890-1892) i Rovigno (1892-1898) i odbył podróże do północnej Europy – do Tromsø, Soervaer na wyspie Sørøya i Trollfjord, a także na Wyspy Niedźwiedzie, gdzie badał anatomię waleni. W 1889 habilitował się z anatomii patologicznej na Uniwersytecie Fryderyka Wilhelma w Berlinie, w 1907 został profesorem tytularnym, w 1912 został profesorem nadzwyczajnym. Po I wojnie światowej pracował w Instytucie Patologii u Lubarscha.
Publikował prace anatomiczne, a także filozoficzne i historyczne. Jako pierwszy opisał budowę ucha wewnętrznego u japońskich i chińskich myszy tańczących.
Podpisał deklarację poparcia pruskiego militaryzmu (Erklärung der Hochschullehrer des Deutschen Reiches) w 1914 roku. Zmarł w 1932, wspomnienie o nim napisał Friedel.

## Wybrane prace
- Die Ranvier'schen Einschnürungen und Lantermann'schen Einkerbungen. Leipzig, 1879
- Ueber den Bau der Spinalganglien[6] (1880)
- Die Fußdrüse der Opistobranchier (1887)
- Ueber die grüne Drüse des Flusskrebses[7]. (1887)
- Leitfaden für histologische Untersuchungen. Jena, G. Fischer 1889
- Ueber den feineren Bau der hinteren Speicheldrüsen der Cephalopoden[8] (1892)
- Der Mantelrand der Acephalen; Siphoniata; Epicuticulabildung; allgemeine Betrachtungen. Jenaische Ztschr. f. Naturw. 20 (1892/93)
- Compendium der vergleichenden Anatomie. Zum Gebrauche für Studirende der Medizin. Leipzig, 1893
- Grundriß der Histologie (1894)
- Ueber den Einfluss der Osmiumsäure auf die Erhaltung der Kernstructuren. Anatomischer Anzeiger 10, ss. 777-780 (1894/95)
- Centrosoma und Attraktionssphäre in der ruhenden Zelle des Salamanderhodens[9] (1895)
- Gehörogan und Gehirn eines weissen Hundes mit blauen Augen. Morphol. Arb. 6, ss. 545-554 (1896)
- Für die Vivisection: Eine Streitschrift. J. Abel, 1898
- Zur Frage des Verhaltens austrepanirter und wieder eingeheilter Schädelstücke. Dtsch med Wochenschr 1898; 24: 32-32
- Untersuchungen über Zelltheilung[10] (1898)
- Medicinisch klimatologische Erfahrungen im Eismeer. Dtsch med Wochenschr 1900; 26: 215-217
- Ueber die Blutkörperchen einiger Fische[11] (1900)
- Für Darwin. Eine Entgegnung auf den Artikel des Herrn Prof. Fleischmann. Dtsch med Wochenschr 1903; 29: 883-884
- August Weismann. Zum 17. Januar 1904. Dtsch med Wochenschr 1904; 30: 141-142
- Lehrbuch der mikroskopischen Technik (1907)
- Das Zentralnervensystem der Cetaceen[12] (1908)
- Das Dialektproblem. Hermann Soele, 1910
- Zeit und Gott: eine kritisch-erkenntnistheoretische Untersuchung auf der Grundlage der physikalischen Relativitätstheorie (1922)
- Die Hirnwindungen einiger niederer Menschenrassen[13] (1927)
- Zur Kenntnis der Architektonik der Großhirnrinde des Menschen und einiger Säugetiere[14] (1926)